# José María Morelos (ville)
Cet article concerne la ville. Pour la municipalité, voir José María Morelos (municipalité).
José María Morelos est une ville, chef-lieu de la municipalité de José María Morelos dans l'État du Quintana Roo, au Mexique.